# 塩浜勝博
塩浜 勝博（しおはま かつひろ、1940年7月2日 -）は、日本の数学者。専門は微分幾何学。九州大学名誉教授、80歳を超えてなお福岡工業大学付置研究所研究員として数学の研究を継続している
。

## 略歴
1940年 東京都出身、
理学博士(指導教員は、大槻富之助)。
1964年 東京工業大学卒、1966年 東京工業大学大学院修士課程修了、1967年 筑波大学助手、同 助教授、同 教授を経て、1984年 九州大学教授。この間にカリフォルニア大学ロサンゼルス校や現マックスプランク数学研究所の前身となるボン大学特別研究領域40等に客員教授、研究員として滞在している。

1998年 佐賀大学教授、2006年 退官後も福岡大学、福岡工業大学で非常勤講師、研究員を続けている。
主な業績はリーマン多様体の研究であり、Grove-塩浜球面定理の証明で知られている。弟子に塩谷隆、山口孝男がいる。

## 職歴
- 1967年 筑波大学助手
- 1974年 同 助教授
- 1982年 同 教授
- 1984年 九州大学理学部教授
- 1994年 九州大学大学院数理学研究科教授
- 1998年 佐賀大学理工学部教授
- 2006年 退官、九州大学名誉教授
- 2007年 福岡大学理学部非常勤講師
- 2009年 同 非常勤講師研究者
- 2011年 同 研究員
- 2015年 福岡工業大学付置研究所研究員(2023年現職)

## 客員歴
- 1970-1972 独 フンボルト・フェロー
- 1975-1976 デンマーク オーステッド研究所 客員教授
- 1978,1987 米 カリフォルニア大学ロサンゼルス校 客員教授
- 1979-1980 独 ボン大学特別研究領域40 客員教授

## 受賞および講演歴
- 1978年 ICM 1978 Helsinki 招待講演[6]
- 1980年 日本数学会彌永賞受賞[7]